# Театр на Угольном острове
«Театр на Угольном острове» (англ. The Ember Island Players) — семнадцатый эпизод третьего сезона американского мультсериала «Аватар: Легенда об Аанге».

## Сюжет
Аанг и Зуко практикуют магию огня в старом доме Лорда нации. Возвращаются Сокка и Суюки, которые сообщают, что про команду Аватара поставлена пьеса в театре. Они решают сходить на неё. В театре Аанг хочет сесть рядом с Катарой, но Зуко занимает это место. Начинается спектакль. На сцене Сокка всё время шутит про мясо, а Катара плачет в надежде на спасение. Такое карикатурное поведение раздражает команду Аватара. Герои находят Аанга во льду. Его играет девочка. Аанга это злит. Зуко с дядей путешествует в поисках Аватара. Повторяются некоторые моменты из первой книги мультсериала.
Когда кончается первый акт, и начинается перерыв, Аватар с друзьями возмущаются из-за спектакля. Во втором акте появляется Тоф, которую играет мускулистый мужик. Её это устраивает. Зуко расходится с дядей. Действие переходит в Ба-Синг-Се. В финальном моменте из второй книги, на сцене всё разыгрывается немного иначе, когда Катара общается с Зуко в пещере. В спектакле она заявляет, что Зуко нравится ей, а Аватара она воспринимает как младшего брата, и обнимается с принцем нации Огня. Аанг в ярости уходит со зрительских мест. Затем Зуко на сцене предаёт дядю и встаёт на сторону Азулы. Она побеждает Аватара с помощью молнии. На этом второй акт кончается.
Катара идёт искать Аанга и находит его на балконе. Сокка тем временем просит Суюки провести его за кулисы, чтобы он мог дать пару советов актёру, играющему его. Зуко общается с Тоф. Он расстроен, что в пьесе ему бросают в лицо все его ошибки, но Тоф подбадривает его, говоря, что он уже искупил их, присоединившись к ним, и его дядя гордился бы. Тем временем Сокка говорит с артистом. Аанг говорит с Катарой о поцелуе на вторжении. Она извиняется за неопределённость и отвечает ему, что сейчас идёт война, и она немного запуталась. Они должны думать о других вещах. Когда она закрывает глаза, он снова целует её, но после этого она убегает.
Во время третьего акта, актёр Сокки начинает действовать, как тот ему советовал. Сокку это очень радует. Пьеса доходит до момента, когда Зуко присоединяется к команде Аватара. Однако спектакль не кончается и гадает о будущем. Герои проникают во дворец Лорда Огня. Приближается комета. Азула побеждает Зуко. Аанг сталкивается с Озаем и также терпит поражение. Теперь Лорд Огня станет правителем мира. Зрители из нации Огня в восторге и аплодируют. Команда Аватара уходит со спектакля недовольной, ругая постановку. Однако Сокка в конце добавляет, что спецэффекты были неплохие.

## Отзывы

Динамика оценок IGN к эпизодам 3 сезона мультсериала

Тори Айрленд Мелл из IGN поставил эпизоду оценку 8,9 из 10 и написал, что «просмотр пьесы был хорошим выбором сценаристов, чтобы дать персонажам представление о том, как некоторые люди могут их видеть, и всё это оказалось довольно точным». Рецензент отметил, что «судя по тому, как идут дела, похоже, что роман Катары и Зуко вполне может быть в будущем, что с точки зрения сценаристов было бы разумным поступком». Он добавил, что «это даёт Аангу возможность побыть на тёмной стороне в качестве ревнивого юноши после того, как его отвергнет девушка, которую он любит».
Хайден Чайлдс из The A.V. Club написал, что эпизод «превращает фансервис в форму искусства, когда команда Аватара смотрит шоу про себя». Он добавил, что «многие шутки могут быть непонятны для тех, кто не смотрел или не пересматривал каждую серию». Критик подметил лучшие моменты вне пьесы, «когда Зуко настаивает на том, чтобы сидеть между Катарой и Аангом», или как «безупречно Тоф получает удовольствие от дискомфорта своих друзей». Чайлдс написал, что «роман Аанга и Катары выглядит неловко и недостижимо, как и должно быть, когда 12-летний мальчик пытается провести время с 14-летней девочкой». Он добавил, что «фразы Аанга о том, как он думал, что они „будут вместе“ после вторжения, неуклюжи, и неясно, что, по его мнению, они повлекут за собой».
Эпизод собрал 4,53 миллиона зрителей у телеэкранов США.

### Комментарии
1. ↑  В русском дубляже — «Театр на Изумрудном острове»